# Peyton Roi List
Peyton Roi List (6 april 1998) is een Amerikaanse actrice en model.
List is vooral bekend van haar rol als Emma Ross in de Disney Channel-serie Jessie en als Tory Nichols in Cobra Kai.
Ze heeft een acterende tweelingbroer Spencer en een jongere broer Phoenix.

## Filmografie
- Girl Haunts Boy, als Bea (2024)
- Bunk'd, als Emma Ross (2015-2018, 2021)
- Cobra Kai, als Tory (2019–2025)
- The Thinning, als Laina Michaels (2016)
- The Swap, als Ellie (2016, televisiefilm)
- A Sister's Nightmare, als Emily (2013)
- I Didn't Do It, als "Chery" (2013), 1 aflevering
- Diary of a Wimpy Kid: Dog Days, als Holly Hills (2012)
- Diary of a Wimpy Kid: Rodrick Rules, als Holly Hills (2011)
- Jessie, als Emma Ross (2011-2015)
- The Sorcerer's Apprentice, als de jonge Becky (2010)
- Remember Me, als het pestende klasgenootje (2010)
- Secrets in the Walls, als Molly (2010)
- 27 Dresses, als de jonge Jane (2008)
- Spider-Man 2, als meisje op de trap tijdens de bruiloft (2004)

- International Standard Name Identifier: 0000 0004 9152 8440
- Library of Congress Control Number: n2018048346
- MusicBrainz: 1fe409ab-738c-4d77-8b7c-c16d27646f58
- Virtual International Authority File: 2649153532503648820001
- WorldCat: E39PBJpYDqyjXGQMf6gwJfGj4q